# رائد (الولايات المتحدة)
الرائد (بالإنجليزية: major)‏ هو ضابط عسكري برتبة ميدانية أعلى من رتبة نقيب وتحت رتبة مقدم. وهي تعادل الرتبة البحرية لقائد ملازم أول في الخدمات النظامية الأخرى. على الرغم من أن القادة الملازمين يعتبرون صغار الضباط من قبل خدماتهم (البحرية وخفر السواحل)، فإن رتبة الرائد هي رتبة ضابط كبير في جيش الولايات المتحدة، ومشاة البحرية الأمريكية، والقوات الجوية للولايات المتحدة.